# 日曜家族スタジオ
日曜家族スタジオ（にちようかぞくスタジオ）は1976年4月11日から1977年3月20日までNHK総合で放送されていたテレビ番組。

## 概要
こどもを中心とした家族向けスタジオバラエティショー。後の『こども面白館』に受け継がれる。

## 放送時間
- NHK総合 日曜10:00-11:00
  - 『児童劇映画』と平行して放送された。

## 内容
九ちゃんの立体講義
大型スクリーンに映写される世界名作物語の劇画を見せながら、坂本九と女性ゲストが活弁を行なう。「モンテクリスト・伯」、「ロミオとジュリエット」、「怪盗ルパン」、「宝島」、「小公女」などの作品を扱った。
愉快な家族
様々な話題を持つユニークな家族が登場。珍しい特技を披露しながら、一家の心温まるエピソードを紹介する。
声くらべ腕くらべこども音楽会
音楽自慢の小中学生が歌をうたったり、楽器を演奏する。

## 出演
- 司会：坂本九
- 中村八大、宮崎尚志

## スタッフ
- 構成：石川透